# El caballero de la mano en el pecho
El caballero de la mano en el pecho es uno de los retratos más famosos creados por Doménikos Theotokópoulos, el Greco. Es un óleo sobre lienzo pintado hacia 1578 y 1580, su primera etapa española. Conforma el número 145 en el catálogo razonado realizado por el historiador del arte Harold Wethey, especializado en este pintor.

## El personaje
Se desconoce la identidad del caballero retratado. Se había sugerido que podía ser un autorretrato, y que el gesto de la mano fuera una especie de reivindicación del propio pintor. Otras hipótesis lo identifican con Miguel de Cervantes o con Antonio Pérez, secretario de Felipe II. Más verosímil es la identificación con Juan de Silva y Rivera, tercer Marqués de Montemayor, contemporáneo del Greco, nombrado por Felipe II alcaide del Alcázar de Toledo y notario mayor del reino, cargo que justificaría el solemne gesto de la mano, en actitud de juramento.
El nombre con el que actualmente se conoce esta obra, El caballero de la mano en el pecho, se lo puso el escritor Pío Baroja en una nota que escribió en el diario El Globo.

## Análisis de la obra
Restos de una firma, posiblemente apócrifa, en letras griegas mayúsculas: ΔΟΜHΝΙΚΟΣ ΘΕΟΤΟΚOΠΟYΛΟΣ EΠΟIΕΙ. Cabe señalar que, si la firma fuera autógrafa, este lienzo sería el único retrato conocido, obra del Greco, firmado con letras mayúsculas.
En la última restauración realizada, se descubrió que el fondo del lienzo no era negro sino gris claro, resaltando la figura, además de una luz exterior que ilumina el rostro. Igualmente, puso en evidencia los ricos matices del ropaje oscuro, confirmando la influencia de la escuela veneciana.
Es uno de los retratos españoles más conocidos en el mundo. El caballero despliega su mano derecha sobre el pecho, como si realizara un juramiento y mira al espectador como si hiciese un pacto con él. Va vestido de forma fina y elegante, y se supone que en su mano izquierda sostiene una espada, de la cual solamente es visible la empuñadura dorada. También es de oro el medallón con cadena que lleva. En su tiempo se convirtió en una representación clásica y honorable del caballero español del Siglo de Oro.
El gesto de la mano en el pecho parece haber sido bastante común en la época, como un juramento sobre el propio honor, o bien como un signo de afectada elegancia. Con este lienzo el Greco fijó el tipo de retrato que repitió varias veces posteriormente: un personaje representado de medio cuerpo o de busto, vestido de colores oscuros de sobria elegancia, sobre un fondo oscuro, con la luz y la expresividad concentradas en el rostro y las manos. Un tipo de retrato denso, austero, de gran refinamiento espiritual, aunque con cierto aire de afectación y de distanciamiento.
Según Gregorio Marañón, el ligero alargamiento del rostro y de la mano derecha del caballero, contribuye sustancialmente a la elegancia y al misterio de esta obra. Sin estas pequeñas pero magistrales correcciones, el personaje perdería su aire heroico, y mostraría lo que probablemente fue: un honrado servidor de la Monarquía Española.

## Presencia en la cultura
Manuel Machado dedicó un poema a esta pintura, con el mismo nombre:

Este desconocido es un cristiano

de serio porte y negra vestidura,

donde brilla no más la empuñadura,

de su admirable estoque toledano.

El poema hace referencia al cuadro antes de su última restauración, cuando el fondo estaba absolutamente oscurecido por la suciedad y la oxidación del barniz y era utilizado como ejemplo de «claroscuro» en El Greco. Tras su restauración, el fondo ha recuperado su luminosidad y tono gris.